# Jeffrey Ford
Jeffrey Ford (West Islip, 8 november 1955) is een Amerikaanse schrijver van fantasy, mystery- en sciencefictionboeken. Hij won onder meer zeven World Fantasy Awards, een Nebula Award en een Edgar Allan Poe Award.

## Biografisch
Ford studeerde aan de Binghamton University en werd daarna docent creatief schrijven aan de Ohio Wesleyan University. Hij begon begin jaren 80 met het schrijven van korte verhalen die werden gepubliceerd in verschillende tijdschriften, zowel online als op papier. Zijn voormalige studiegenoot en collega-schrijver John Gardner publiceerde in 1981 zijn eerste verhaal,The Casket. Fords productie liep daarna op tot meer dan honderd titels. Hij bracht in 1988 zijn eerste volledige boek uit, Vanitas, over een excentrieke uitvinder genaamd Scarfinati die wordt gezien als de held van een klein plaatsje.
Ford richtte zich na Vanitas weer bijna tien jaar puur op korter werk, waarna hij van 1997 tot en met 2001 de Well-Built City-trilogie uitbracht. Dit is een fantasy-dystopie waarin de wrede, aan drugs verslaafde fysionoom Cley dienstdoet als instrument van een dictator om de bevolking van Well-Built City op basis van uiterlijkheden te onderdrukken. Tijdens het uitvoeren van zijn dubieuze activiteiten komt hij zelf in de problemen. Ford won voor het eerste deel van deze trilogie (The Physiognomy) zijn eerste World Fantasy Award. Hij kreeg er in de volgende tien jaar nog zes, waaronder vijf voor korter werk en verzamelingen.
Ford won in 2008 zijn tweede World Fantasy Award in de categorie 'Novel' voor zijn bovennatuurlijke mysteryboek The Shadow Year. Hiervoor breidde hij zijn eerdere novelette Botch Town uit tot een roman. Het verhaal hierin gaat over twee broertjes uit een dysfunctionele familie die in de jaren 60 op onderzoek uitgaan wanneer er iemand met kwade bedoelingen lijkt rond te sluipen in hun buurt.

### Boeken
- 1988 - Vanitas
- 1997 - The Physiognomy (Well-Built City-trilogie I, World Fantasy Award)
- 1999 - Memoranda (Well-Built City-trilogie II)
- 2001 - The Beyond (Well-Built City-trilogie III)
- 2002 - The Portrait of Mrs. Charbuque
- 2005 - The Girl in the Glass (Edgar Allan Poe Award)
- 2005 - The Cosmology of the Wider World
- 2008 - The Shadow Year (World Fantasy Award)
- 2018 - Ahab's Return

### Novelles & novelettes
- 2004 - The Empire of Ice Cream (Nebula Award)
- 2007 - Botch Town (World Fantasy Award)
- 2017 - The Twilight Pariah
- 2020 - Out of Body

### Verhalenbundels
- 2002 - The Fantasy Writer's Assistant (World Fantasy Award)
- 2006 - The Empire of Ice Cream
- 2008 - The Drowned Life (World Fantasy Award)
- 2012 - Crackpot Palace: Stories
- 2016 - A Natural History of Hell (World Fantasy Award)
- 2020 - The Best of Jeffrey Ford
- 2021 - Big, Dark Hole